# Lijst van afleveringen van One West Waikiki
Dit is een lijst met afleveringen van de Amerikaanse televisieserie One West Waikiki. De serie telt 2 seizoenen. Een overzicht van alle afleveringen is hieronder te vinden.

## Seizoen 1
| # | Titel Aflevering      | Uitzenddatum VS  |
| - | --------------------- | ---------------- |
| 1 | 'Til Death Do Us Part | 4 augustus 1994  |
| 2 | Vanishing Act         | 11 augustus 1994 |
| 4 | A Model for Murder    | 25 augustus 1994 |
| 5 | Along Came a Spider   | 1 september 1994 |
| 6 | Scales of Justice     | 8 september 1994 |

## Seizoen 2
| #  | Titel Aflevering          | Uitzenddatum VS  |
| -- | ------------------------- | ---------------- |
| 1  | Flowers of Evil           | 14 oktober 1995  |
| 2  | Holiday on Ice            | 21 oktober 1995  |
| 3  | Manpower                  | 4 november 1995  |
| 4  | Unhappily Ever After      | 11 november 1995 |
| 5  | The Dead Don't Lie        | 18 november 1995 |
| 6  | Past Due                  | 2 december 1995  |
| 7  | Rest in Peace             | 3 februari 1996  |
| 8  | Guilty                    | 10 februari 1996 |
| 9  | The Romanoff Affair       | 17 februari 1996 |
| 10 | The South Seas Connection | 24 februari 1996 |
| 11 | Kingmare on Night Street  | 2 maart 1996     |
| 12 | Battle of the Titans      | 27 april 1996    |
| 13 | Allergic to Golf          | 25 mei 1996      |